# Fixatiemiddel (parfum)
Een fixatiemiddel of fixatief is een natuurlijke of synthetische stof die in parfums zorgt dat de geurstoffen niet te snel verdampen. Als het ware wordt het parfum of de geur op de huid gefixeerd.
Een fixatiemiddel kan een reukloze stof zijn zoals dipropyleenglycol of di-ethylftalaat, maar het kan ook onderdeel vormen van het geurmengsel.
Een stof als coumarine verdampt minder makkelijk dan bijvoorbeeld benzaldehyde. Benzaldehyde zal uit het mengsel van benzaldehyde en coumarine minder makkelijk verdampen dan als het niet met coumarine gemengd was. Coumarine fungeert hier dus als een fixatiemiddel voor de benzaldehyde.